# Assyriska FF
Assyriska FF i Södertälje är en kultur- och idrottsförening som bildades 1974 av assyriska ungdomar. Föreningen består av flera sektioner varav fotbollssektionen är den största där man för närvarande spelar i Division 1. Assyriska föreningen och dess fotbollssektion med ungdomsfotbollen delades nyligen upp i två fristående föreningar, där fotbollsföreningen heter Assyriska Fotbollsföreningen. 2005 spelade laget sin hittills enda allsvenska säsong där deras matcher sändes i över 80 länder. 2003 tog sig klubben till final i Svenska cupen där det blev förlust mot IF Elfsborg med 0–2.
Assyriska ses ofta som ett ställföreträdande landslag av den assyriska folkgruppen.
Klubben har en supporterbas spridd över hela världen och har också sin egen poplåt som heter "My Assyrian team – the team of my dream". En dokumentärfilm om Assyriska som heter "Assyriska - Landslag utan land" gjordes också 2006 av Nuri Kino och Erik Sandberg. Framgången för dokumentärfilmen gjorde det möjligt att vinna Golden Palm Award vid Beverly Hills Film Festival.

## Historik

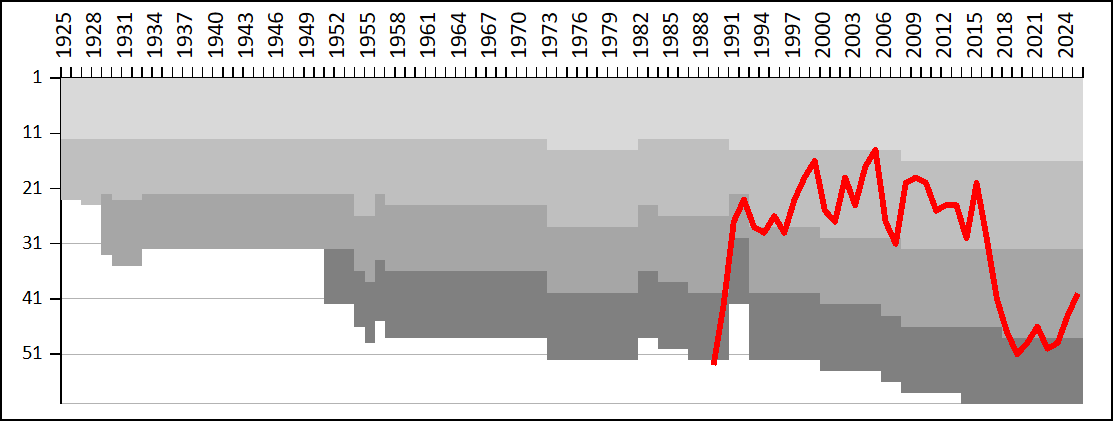
Assyriskas utveckling i det svenska ligasystemet i fotboll till och med år 2015. Gråskalorna anger division.

Assyriska Föreningen i Södertälje grundades 1971 av assyriska flyktingar från Turkiet som tillhörde den syrisk-ortodoxa kyrkan. Tre år senare startades ett fotbollslag som började i korpserien under 1970-talet.  Klättringen uppåt i seriesystemet skedde successivt, med en viss stagnation under åren 1985-1989, då laget spelade fem säsonger i samma serie, nämligen division IV. Från och med säsongen 1990 började laget rada upp flera framgångar samtidigt som man på allvar började satsa även på ungdomsverksamheten. Säsongen 1992 lyckades laget genom avancemang till division I bli det första så kallade "invandrarlaget" att komma så högt upp i seriesystemet. Spelet i division I varade dock bara en säsong. Säsongen 1993 blev också den första gången som Assyriska ramlade ur en serie.
År 2003 tog sig Assyriska till final i Svenska cupen, där det blev förlust med 0-2 mot IF Elfsborg. På vägen mot finalen slog man bland annat ut IFK Göteborg med 4-1 och Djurgårdens IF med 0-4.
Efter att ha tillhört det övre skiktet i näst högsta serien under ett par år kom Assyriska FF på tredje plats i Superettan 2004 och fick kvala mot tolvan i Allsvenskan 2004, Örgryte IS. De vann den första kvalmatchen hemma med 2-1, men förlorade i Göteborg med 1-0, vilket gjorde att ÖIS behöll sin allsvenska plats. Senare beslutade Svenska Fotbollförbundets licensnämnd att Örebro SK:s ekonomi var otillräcklig vilket medförde att det laget miste sin elitlicens och flyttades ned i Superettan 2005 och att istället Assyriska föreningen skulle kvoteras in i Fotbollsallsvenskan 2005.
Fotbollslaget debuterade i Allsvenskan 2005 där de skrällde mot topplagen. Man vann till exempel mot IFK Göteborg på bortaplan med 3-0 och mot IF Elfsborg med 3-1, även det på bortaplan. Klubben slutade dock sist och återfanns därför i Superettan 2006.
Örebro och Assyriska möttes igen i den sista omgången av Superettan 2006 där Örebro SK gick upp i Allsvenskan och Assyriska FF fick kvalspela för att hålla sig kvar i Superettan. I kvalet hösten 2006 fick Assyriska ställas emot tvåan i Division 1 södra, Bunkeflo IF. Matchen i Malmö slutade 0-0, och returen den 29 oktober 2006 i Södertälje slutade 1-1. Alltså hamnade Bunkeflo i Superettan 2007, medan Assyriska fick börja om i division 1.
Säsongerna 2008-09 spelade man åter i Superettan, där man 2009 hamnade på tredje plats och fick kvala till Allsvenskan mot Djurgårdens IF. I första hemmamötet mot Djurgårdens IF slog man dem med 2-0. Returmatchen den 8 november 2009 ägde rum på Stockholms stadion, och Djurgårdens seger med 3-0 (det avgörande sista hemmamålet i förlängning) innebar att Assyriska stannade kvar i Superettan.

### Ekonomiska oegentligheter
Assyriska FF har under mycket lång tid haft ekonomiska problem, bland annat till följd av att man inte kunnat betala Södertälje kommun för plan- och kanslihyra. År 2016 var skulden till kommunen 1 018 000 kronor, förutom de skulder föreningen hade till andra leverantörer. Kommunens miljonbidrag till Assyriska FF, men även till Syrianska FC, ifrågasattes bland annat av innebandyklubben Telge SIBK. I juni 2017 gjorde kommunen och Assyriska FF upp om en femårig avbetalningsplan. Klubben fullgjorde dock inte sina åtganden, och i oktober 2017 beslutade därför kommunen att inte längre upplåta sina anläggningar till laget. I november 2017 hade Assyriska FF betalat sin skuld till kommunen. I maj 2018 löpte lagets amorteringsplan ut och kommunen övervägde att skärpa avbetalningskraven. De ekonomiska problem fortsatte och i maj 2023 tog kommunen och laget fram en gemensam avbetalningsplan, som laget dock inte skrev under. I april 2024 krävde kommunen att Assyriska FF skulle betala sin skuld från 2017, som nu växt till 1 600 000 kr, innan sommaren 2024. I juli 2024 kom Södertälje kommun och laget överens om en flerårig avbetalningsplan. I september samma år åtalades två företrädare för Assyriska FF för grovt bokföringsbrott eftersom klubben upprättat bokföringen för sent under fyra räkenskapsår och därigenom försvårat möjligheterna till kontroll av verksamhet som helt eller delvis finansieras med offentliga medel, till exempel bidrag från kommuner.

## Arena
Assyriska FF:s hemmaplan är Södertälje fotbollsarena. Fram tills säsongen 2006 spelade laget på gamla arenan Bårsta IP.

## Supportrar

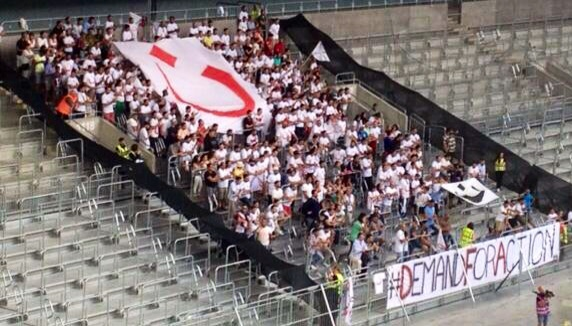
Assyriskas fans på Tele2 Arena i matchen mot Hammarby den 28 juli 2014.

Assyriska FF:s officiella supporterklubb kallas för Zelge Fans och bildades 1993. En ny grupp för unga supportrar har bildats och den kallas för "Zelge Boyz".

## Historiska resultat
Första säsongen i andradivisionen var år 1993. Första säsongen i förstadivisionen (Allsvenskan) var år 2005.
Laget har kvalat till Allsvenskan tre gånger och förlorat samtliga gånger och dessutom efter ett oavgjort resultat vid full tid. Mot Djurgården och Örebro vann motståndarna efter förlängning och mot Örgryte vann Örgryte med fler gjorda bortamål. Noterbart är även att i kvalet till Superettan 2007 förlorade laget trots oavgjort vid full tid, på grund av färre gjorda bortamål.

## Spelartrupp
(L) - Inlånad spelare
| Nummer      | Land          | Spelare                    | Födelsedatum     | Kom från            | Moderklubb             |           |
| Målvakter   | Målvakter     | Målvakter                  | Målvakter        | Målvakter           | Målvakter              | Målvakter |
| ----------- | ------------- | -------------------------- | ---------------- | ------------------- | ---------------------- | --------- |
| 1           | Sverige       | Jakob Rhawi                | 29 oktober 2003  | Assyriska FF U      | Vasalunds IF           |           |
| 51          | Sverige       | Kristian Kaya              | 4 oktober 2005   | Assyriska FF U      | Syrianska FC           |           |
| -           | Nigeria       | Kingdom Osayi              | 3 juni 2004      | Enugu Rangers       | Heartland              |           |
| Försvarare  |               |                            |                  |                     |                        |           |
| 2           | Irak          | Martin Haddad              | 8 december 1999  | Huddinge IF         | Örnens FF              |           |
| 3           | Sverige       | Sebastian Wändin (L)       | 6 september 2005 | IF Brommapojkarna   | Hammarby IF            |           |
| 4           | Italien       | Taoufiq Hannioui           | 9 december 2000  | Ormidias            | Calcio Lecco           |           |
| 5           | Sverige       | Axel Karlsson              | 15 augusti 2001  | Karlbergs BK        | Enhörna IF             |           |
| 8           | Sverige       | Eufrat Barmousa            | 3 november 2000  | Assyriska FF U      | Assyriska FF           |           |
| 22          | Sverige       | Noah Strand                | 9 november 2002  | Huddinge IF         | Rönninge Salem Fotboll |           |
| 24          | Frankrike     | Jerry Essombé Mambingo (L) | 30 mars 2004     | Umeå FC             | Paris Université Club  |           |
| 25          | Guinea-Bissau | Aladje N'Djai              | 17 augusti 1999  | Ermis Aradippou     | Guinea-Bissau          |           |
| Mittfältare |               |                            |                  |                     |                        |           |
| 6           | Sverige       | Edmond Gukasian            | 17 juli 2003     | Vasalunds IF        | IF Brommapojkarna      |           |
| 10          | Sverige       | Christian Aphrem           | 20 augusti 2002  | Nordic United       | Assyriska FF           |           |
| 12          | Sverige       | Samuel Edgren              | 16 november 2001 | Huddinge IF         | Hammarby IF            |           |
| 13          | Sverige       | Kevin Jarret Marston       | 11 april 2000    | Nyköpings BIS       | Enskede IK             |           |
| 17          | Sverige       | Ahmed Jenhani              | 7 februari 2005  | Assyriska FF U      | Tunisien               |           |
| 21          | Sverige       | Felix Felder Aaltonen      | 20 augusti 2003  | Enskede IK          | Hammarby IF            |           |
| 23          | Sverige       | Victor Åsberg              | 12 februari 2003 | Assyriska FF U      | Pershagens SK          |           |
| -           | Sverige       | Enkido Hackå               | 24 mars 2006     | Åkersberga FC       | Sollentuna FK          |           |
| -           | Sverige       | Iljam Özmen                | 20 juli 2004     | Assyriska FF U      | Assyriska FF           |           |
| -           | USA           | Kai Van Rijsbergen         | 0 december 2006  | Königsdorf          | Kalani High School     |           |
| -           | Sierra Leone  | Lawrence Panda             | 25 november 1999 | ASIL Lysi           | Sierra Leone           |           |
| Anfallare   |               |                            |                  |                     |                        |           |
| 7           | Sverige       | Hugo Fernández             | 29 juli 2000     | Arameiska-Syrianska | Hammarby IF            |           |
| 9           | Sverige       | Majkel Bagir               | 4 januari 2000   | Syrianska FC        | Syrianska FC           |           |
| 11          | Sverige       | Sargon Koc                 | 5 mars 2005      | Assyriska FF U      | Assyriska FF           |           |
| 14          | Sverige       | Jerome Tibbling Ugwo       | 12 november 1998 | PAEEK               | Assyriska FF           |           |
| 16          | Sverige       | Linus Hillemar             | 10 november 2000 | Assyriska FF U      | Nykvarns SK            |           |
| 19          | Sverige       | Alexander Alp              | 8 april 2001     | Nyköpings BIS       | IF Brommapojkarna      |           |
| 20          | Sverige       | Ahmad Ali Raouf            | 8 april 2008     | Vasalunds IF        | Assyriska FF           |           |
| -           | Nigeria       | Clinton Omonedo            | 18 november 2004 | Vining United       | Diamond Stars          |           |

### Utlånade spelare
| Nr | Land    | Pos | Namn                                            |
| -- | ------- | --- | ----------------------------------------------- |
| -  | Sverige | MF  | William Aho (i IK Viljan till 31 december 2025) |

## Tränare
- Valentic Azrudin
- Göran Marklund
- Rikard Norling
- Conny Karlsson
- Robert Johansson
- Michael Borgqvist
- Kachir Eskander
- Pär Millqvist
- Zvezdan Milosevic
- José Morais
- Edmond Lutaj
- Kent Karlsson
- Peter Antoine
- Rolf Zetterlund

## Säsonger
| Säsong | Nivå | Division    | Avdelning       | Tabellplacering | Förändringar          |
| ------ | ---- | ----------- | --------------- | --------------- | --------------------- |
| 1993   | 2    | Division 1  | Norra           | 14              | Nedflyttade           |
| 1994   | 3    | Division 2  | Västra Svealand | 1               | Uppflyttade           |
| 1995   | 2    | Division 1  | Norra           | 12              | Nedflyttade           |
| 1996   | 3    | Division 2  | Västra Svealand | 1               | Uppflyttade           |
| 1997   | 2    | Division 1  | Norra           | 9               |                       |
| 1998   | 2    | Division 1  | Norra           | 5               |                       |
| 1999   | 2    | Division 1  | Norra           | 2               | Kval till Allsvenskan |
| 2000   | 2    | Superettan  |                 | 11              |                       |
| 2001   | 2    | Superettan  |                 | 13              |                       |
| 2002   | 2    | Superettan  |                 | 5               |                       |
| 2003   | 2    | Superettan  |                 | 10              |                       |
| 2004   | 2    | Superettan  |                 | 3               | Uppflyttade           |
| 2005   | 1    | Allsvenskan |                 | 14              | Nedflyttade           |
| 2006   | 1    | Allsvenskan |                 | 15              | Nedflyttade           |
| 2007   | 2    | Superettan  | Norra           | 7               | Uppflyttade           |
| 2008   | 2    | Superettan  |                 | 4               |                       |
| 2009   | 2    | Superettan  |                 | 3               | Kval till Allsvenskan |
| 2010   | 2    | Superettan  |                 | 4               |                       |
| 2011   | 2    | Superettan  |                 | 9               |                       |
| 2012   | 2    | Superettan  |                 | 8               |                       |
| 2013   | 2    | Superettan  |                 | 8               |                       |
| 2014   | 2    | Superettan  |                 | 14              |                       |
| 2015   | 2    | Superettan  |                 | 4               |                       |
| 2016   | 2    | Superettan  |                 | 14              | Nedflyttade           |
| 2017   | 3    | Division 1  | Norra           | 9               |                       |
| 2018   | 3    | Division 1  | Norra           | 15              | Nedflyttade           |
| 2019   | 4    | Division 2  | Södra Svealand  | 3               |                       |
| 2020   | 4    | Division 2  | Södra Svealand  | 1               | Uppflyttade           |
| 2021   | 3    | Ettan       | Norra           | 14              | Nedflyttade           |
| 2022   | 4    | Division 2  | Södra Svealand  | 2               |                       |
| 2023   | 4    | Division 2  | Södra Svealand  | 1               | Uppflyttade           |
| 2024   | 3    | Ettan       | Norra           | 12              |                       |